# كلوميفين
الكلوميد (بالإنجليزية: Clomifene أو clomiphene)، هو عقار يستخدم لعلاج العقم في النساء اللواتي يعانين من انقطاع الإباضة. ويشمل ذلك أولئك الذين لديهم متلازمة المبيض متعدد الكيسات. ويؤدي استخدامه إلى زيادة فرص إنجاب توائم. ويؤخذ عن طريق الفم مرة واحدة في اليوم.
وتشمل الآثار الجانبية الشائعة ألم الحوض والومضات الساخنة. وقد تشمل الآثار الجانبية الأخرى: التغيرات في الرؤية، والتقيؤ، وصعوبة النوم، وسرطان المبيض، ونوبات الصرع. ولا ينصح به في الأشخاص الذين يعانون من أمراض الكبد أو الحوامل. يوجد كلوميفين في عائلة معدلات مستقبل الإستروجين الانتقالية. ويعمل عن طريق التسبب في إفراز هرمون مطلق لموجهة الغدد التناسلية من تحت المهاد، ومن ثَم إفراز الغونادوتروبينات من الغدة النخامية الأمامية.
تمت الموافقة على الاستخدام الطبي للكلوميفين في الولايات المتحدة في عام 1967. وهو مدرج في قائمة الأدوية الأساسية لمنظمة الصحة العالمية، وهي الأدوية الأكثر فعالية والآمنة اللازمة في النظام الصحي. وهو متاح كدواء عام. تكلفة الجملة في العالم النامي هي حوالي 0.79 إلى 2.00 دولار أمريكي لدورة العلاج. بينما تكلفة دورة العلاج في الولايات المتحدة هي 4.80 دولار أمريكي. وقد بدأ إدخالُه عصرَ تقنيات التلقيح بالمساعدة.

## الاستخدامات الطبية
كلوميفين مفيد لأولئك الذين يعانون من العقم بسبب انقطاع الإباضة أو قلة الطمث. بينما لا توجد أدلة لاستخدام كلوميفين في أولئك الذين يعانون من العقم دون سبب معروف. وقد لاحظت الدراسات أن معدل الحمل السريري في مثل هذه الحالات 5.6٪ لكل دورة مع العلاج بالكلوميفين مقابل 1.3٪ -4.2٪ لكل دورة دون علاج.
كما تم استخدام كلوميفين مع تقنيات التلقيح بالمساعدة الأخرى لزيادة معدلات نجاح هذه التقنيات الأخرى.
التوقيت المناسب للدواء مهم. وينبغي أن يؤخذ اعتبارا من اليوم الخامس من الدورة، وينبغي أن يكون هناك جماع متكرر.
ويمكن استخدام الإجراءات التالية لرصد الدورات المستحثة:
- رصد الجريب باستخدام تخطيط الصدى المهبلي، بدءا من 4-6 أيام بعد آخر حبة كلوميفين. وقد يكشف تخطيط الصدى المتسلسل عبر المهبل عن حجم وعدد الجريبات النامية. ويمكن أيضا أن يوفر أدلة افتراضية عن الإباضة، مثل الانهيار المفاجئ للجريب قبل الإباضة، وزيادة حجم السوائل في ردبة دوغلاس. بعد التبويض، فإنه قد يكشف عن علامات الطور الأصفري، مثل فقدان الهوامش الواضحة للجريبات وظهور الأصداء الداخلية.
- مستويات إستراديول في المصل، بدءا من 4-6 أيام بعد آخر حبة.
- اختبار ما بعد الجماع قبل الإباضة بيوم إلى ثلاثة أيام؛ للتحقق ما إذا كان هناك ما لا يقل عن 5 حيوانات منوية تقدمية لكل حقل عالي التكبير.
- كفاءة ارتفاع الهرمون المنشط للجسم الأصفر باستخدام اختبارات ارتفاع الهرمون في البول، 3-4 أيام بعد آخر حبة كلوميفين.
- هرمون البروجسترون في منتصف الطور الأصفري، ويعتبر 10 نانوغرام/ مل كافٍ بعد 7-9 أيام من الإباضة.

تكرار الجرعات: يؤخذ العلاج لمدة 5 أيام، ويمكن أن تتكرر الجرعة كل 30 يوما. ويمكن زيادة الجرعة 50 ملغ في الدورات اللاحقة حتى يتم تحقيق الإباضة. ولاتنصح الشركة المصنعة باستخدام كلوميفين لأكثر من 6 دورات.
ومن المستحسن إجراء فحص الموجات فوق الصوتية لاستبعاد أي كبر في حجم المبيض قبل كل دورة علاج جديدة.
يستخدم كلوميفين أحيانا في علاج قصور الغدد التناسلية في الذكور كبديل للعلاج ببدائل التستوستيرون. وقد وُجِد أن مستويات هرمون التستوستيرون تزداد بنسبة 2 إلى 2.5 ضعف الغدد التناسلية في الرجال.
وقد وُجِد أن كلوميفين مفيد في علاج بعض حالات تثدي الرجال، لكنه ليس فعال في هذا الصدد كما في تاموكسيفين أو رالوكسيفين.

## تفاعلات ضائرة
التفاعلات الدوائية الضائرة الأكثر شيوعا المرتبطة باستخدام كلوميفين هي كبر المبيض القابل للإصلاح (عند> 10٪ من الناس).
وتشمل الآثار الأقل شيوعا (1-10٪ من الناس): الأعراض البصرية (مثل عدم وضوح الرؤية، والرؤية المزدوجة، والعوامات، وحساسية العين للضوء، والعتمة)، والصداع، والهبات الساخنة، وحساسية الضوء، وانقباض بؤبؤ العين، ونزيف الرحم الغير طبيعي و/أو الإحساس بعدم راحة البطن.
وتشمل الأحداث الضائرة النادرة (في <1٪ من الناس): ارتفاع مستوى الدهون الثلاثية في الدم، والتهاب الكبد، والصلع القابل للإصلاح و/ أو متلازمة فرط التنبيه المبيضي.
وقد يؤدي كلوميفين إلى الإباضة المتعددة، وبالتالي زيادة فرصة إنجاب التوائم الثنائية (10٪ من الولادات بدلا من ~ 1٪ في عموم الناس) والثلاثية.
وقد اقترحت بعض الدراسات أن سترات كلوميفين إذا ما استخدمت لأكثر من سنة قد تزيد من خطر الإصابة بسرطان المبيض. ويحدث ذلك في النساء اللاتي لم ولن يحملن أبدا. وفشلت الدراسات اللاحقة في إثبات تلك النتائج. ومع ذلك، هناك خلاف حولها، ويشعر البعض بعدم وجود مخاطرة كبيرة.
ووُجد أن نسبة حدوث تشوهات الأجنة وحديثي الولادة للمرضى الذين يتناولون كلوميفين للخصوبة مشابهة لتلك التي وجدت في عامة الناس. ولا توجد بيانات تشير إلى ارتفاع معدل التشوهات الخلقية أو الإجهاض التلقائي بعد استخدام هذا الدواء.

## علم العقاقير
كلوميفين هو أحد معدلات مستقبلات الإستروجين الانتقالية غير الستيرويدية التي تثبط مستقبلات الإستروجين في منطقة تحت المهاد، مما يثبط الارتجاع السلبي للاستروجين على إفراز الغونادوتروبينات، مما يؤدي إلى تنظيم المحور الوطائي النخامي الغدي التناسلي. ويبقى زوكلوميفين، وهو أيزومر أكثر نشاطا، مرتبطا بالمستقبلات لفترات أطول من الزمن.
في الدورة الهرمونية ذات الفسيولوجية الطبيعية في الإناث، تثبط المستويات العالية من الاستروجين والبروجسترون التي تنتج من الجسم الأصفر الهرمون المطلق لموجهة الغدد التناسلية (GnRH)، والهرمون المنشط للحوصلة (FSH)، والهرمون المنشط للجسم الأصفر (LH) في المهاد والغدة النخامية الأمامية بعد 7 أيام من الإباضة. إذا لم يحدث الإخصاب في فترة ما بعد الإباضة، يتفكك الجسم الأصفر بسبب نقص موجهة الغدد التناسلية المشيمائية (beta-hCG)، الذي يُنتَج عادة من قِبل الجنين في محاولة للحفاظ على مستويات البروجسترون والاستروجين خلال فترة الحمل.
علاجيا، يتم إعطاء كلوميفين في وقت مبكر من الدورة الشهرية. وعادة ما يوصف بداية من اليوم الثالث، ويستمر لمدة 5 أيام. خلال ذلك الوقت، يرتفع مستوى الهرمون المنشط للحوصلة بشكل ثابت، مما يسبب تطور عدد قليل من الجريبات، التي بدورها تنتج هرمون الاستروجين، الذي ينتشر في المصل. في وجود كلوميفين، يلاحظ الجسم انخفاض مستوى هرمون الاستروجين، على غرار اليوم 22 في الدورة السابقة. ولأن الاستروجين لم يعد قادر على ممارسة الارتجاع السلبي على نحو فعال على منطقة ما تحت المهاد، يصبح إفراز GnRH أكثر سرعة، مما يؤدي إلى زيادة إفراز غونادوتروبينات الغدة النخامية (FSH، LH). (كلما كانت نبضات إفراز GnRH أكثر سرعة وأقل قوة، كلما زاد إفراز LH/FSH، في حين أنه كلما كانت النبضات غير منتظمة وقوية، كلما انخفضت نسبة LH/FSH). وتسبب زيادة مستوى FSH نمو المزيد من جريبات المبيض وتمزقها في وقت لاحق، مما يؤدى إلى الإباضة. يحدث التبويض في كثير من الأحيان بعد 6-7 أيام من دورة كلوميفين.

## الحركية الدوائية
ينتج أيض كلوميفين ن- كلوميفين عديم الميثيل، وأكسيد الكلوميفين (ن- أكسيد الكلوميفين)، و4-هيدروكسي كلوميفين.

## كيمياء
كلوميفين هو مشتق ثلاثي إيثيلين الفينول. وهو مزيج من اثنين من ايزومرات هندسية، إنكلوميفين (E -clomifene) و زوكلوميفين (Z -clomifene). وقد وُجِدَ أن هذه الأيزومرات تساهم في خصائص الاستروجين ومضاد الإستروجين المختلطة للكلوميفين.
|  |  |

## تاريخ
قام فريق في شركة ماريون ميريل داو بقيادة فرانك بالوبولي بتصنيع كلوميفين في عام 1956، وتم إيداعها براءة الاختراع وإصداره بعد تأكيد نشاطه البيولوجي في نوفمبر 1959. وقد صنع العلماء كلوروتريانيزين وإيثاموكسيتريفيتول قبل ذلك في هذه الشركة.
وأجريت دراسات سريرية في إطار تطبيق دواء تجريبي جديد. وقد كان الدواء الثالث الذي قدمت له IND بموجب تعديل كيفوفر هاريس لعام 1962 لقانون الغذاء والدواء ومواد التجميل الفيدرالية الذي تم تمريره استجابة لمأساة ثاليدوميد. تمت الموافقة على التسويق في عام 1967 تحت اسم العلامة التجارية كلوميد. وكان يستخدم لأول مرة لعلاج حالات ندرة الطموث، ولكن تم توسيع استخدامه ليشمل علاج انقطاع الإباضة عندما وُجِد أن النساء اللاتي يخضعن للعلاج به لديهن معدلات حمل أعلى من المتوقع.
ويعتبر الدواء ثورة في علاج العقم عند النساء على نطاق واسع، وبداية العصر الحديث لتقنيات التلقيح بالمساعدة، و«بداية وباء الولادات المتعددة في الولايات المتحدة» كما قال ايلي اداشي.
امتلكت شركة داو كيميكال الشركة في عام 1980. وفي عام 1989، حصلت داو كيميكال على 67٪ من مختبرات ماريون، التي أعيدت تسميتها بماريون ميريل داو. في عام 1995، استحوذت هويشت أغ على شركة ماريون ميريل داو للأدوية. وأصبح هويشت بدوره جزءا من أفنتيس في عام 1999، وبعد ذلك جزءا من سانوفي. وأصبح كلوميفين الدواء الأكثر وصفا على نطاق واسع لتحريض الإباضة لعلاج انقطاع الإباضة أو ندرة الطموث.

## الثقافة والمجتمع

### اللائحة
يتم إدراج كلوميفين في قائمة الوكالة العالمية لمكافحة المنشطات ضمن المواد المنشطة غير المشروعة في الرياضة.

### الأسماء التجارية
تم تسويق كلوميفين تحت العديد من الأسماء التجارية في جميع أنحاء العالم، بما في ذلك: بيكلوم (Beclom)، وبيموت (Bemot)، وبيوجين (Biogen)، وبليسيفين (Blesifen)، وكلوراميفين (Chloramiphene)، وكلومين (Clomene)، وكلومهيكسال (ClomHEXAL)، وكلومي (Clomi)، وكلوميد (Clomid)، وكلوميداك (Clomidac)، وكلوميفين (Clomifen)، وكلوميفنسيترات (Clomifencitrat)، وكلوميفيني سيترا (Clomifeni citras)، وكلوميفينو (Clomifeno)، وكلوميفيرت (Clomifert)، وكلونيفين (Cloninn)، وكلوستيفيل (Clostil)، وكلوستيلبيجيت (Clostilbegyt)، وكلوفرتيل (Clovertil)، وكلوفول (Clovul)، وديبثن (Dipthen)، ودوفين (Dufine)، وداينوم (Duinum)، وفنسيبروس (Fensipros)، وفيرتاب (Fertab)، وفيرتيك (Fertec)، وفرتيكلو (Ferticlo)، وفرتيل (Fertil)، وجينوكلوم (Genoclom)، وجينوزيم (Genozym)، و إيكاكلومين (Ikaclomin)، ولوميفين (Lomifen)، وميلوفين (Milophene)، وأوفيرتيل (Ofertil)، وأوفاميت (Ovamit)، وأوفوفار (Ovofar)، وبروفرتيل (Profertil)، وبروليفن (Prolifen)، وبروفولا (Provula)، وريومين (Reomen)، وسيروفين (Serofene)، وسيربافار (Serpafar)، وتوكوفينو (Tocofeno)، وزيماكين (Zimaquin).

## البحوث
تم دراسة كلوميفين للعلاج والوقاية من سرطان الثدي، ولكن القضايا ذات السمية أدت إلى التخلي عن هذا الاستخدام، وكذلك اكتشاف تاموكسيفين. ومن المعروف عن كلوميفين أنه يثبط انزيم 24 ديهيدروكوليستيرول ريدكتاز ويزيد مستويات ديسوستيرول مثل تريبارانول، مما يجعله غير مفضل للاستخدام الموسع في سرطان الثدي بسبب خطر الآثار الجانبية، مثل إعتام عدسة العين الغير قابل للإصلاح.